# Kalhor
Kalhor, Kelhor ou Kelhûr, désigne une importante tribu kurde vivant au sud du Kurdistan iranien, dans la province de Kermanchah, à proximité de la frontière irakienne.

## Géographie
La tribu des Kalhor est considérée comme étant la plus grande et la plus importante tribu kurde des régions de Kermanchah et d'Ilam au Kurdistan iranien. Il existe aussi une petite tribu homonyme au Kurdistan irakien
Vers 1946, la tribu compte au moins 120 000 membres. Elle est constituée de vingt-cinq branches, ou clans.
Jusqu'au début du XXe siècle, la grande majorité des Kalhors suit un mode de vie nomade ou semi-nomade, et vit essentiellement de l'élevage. Les clans sédentaires s'adonnent à l'agriculture, notamment à une importante production de blé.

## Histoire

### Période médiévale
Considérée comme « l'une des plus anciennes, sinon la plus ancienne, des tribus du Kurdistan », l'existence des Kalhors est attestée avec certitude depuis le XVIe siècle. En effet, ils sont mentionnés dans la chronique du Sherefname. Selon l'auteur, Šaraf-al-Din Bidlīsī, les chefs tribaux des Kalhors prétendraient descendre du prince Gudarz, le père de Gêv, dont les aventures héroïques sont relatées dans le Shahnameh de Ferdowsi.

### Période classique
Les Kalhors jouent un rôle important dans la région tout au long du règne des Séfévides, puis sous celui des Zand. En 1752, au cours de la guerre civile iranienne, la tribu soutient Karim Khan Zand quand il assiège la ville de Kermanchah. Lorsque Karim Khan Zand devient le maître incontesté de la Perse, les Kalhors reçoivent la charge de protéger la frontière contre les Ottomans.

### Période contemporaine

#### Dawûd Khan
Le dernier grand chef des Kalhors est Dawûd Khan. Au départ simple colporteur, il se hisse dans la hiérarchie de la tribu, puis va peu à peu s'affirmer comme le « maître absolu de l'ensemble des territoires compris entre Kermanshah et la frontière ottomane ». Il va s'attacher, en développant un jeu de mariages arrangés, les tribus Goran, la tribu Sanjabî, et même la famille des gouverneurs du Posht-e-Kuh (province du Lorestan). Il fait de la petite ville de Gilan (aujourd'hui Gilan-e Gharb) sa capitale,.
Au cours de la révolution constitutionnelle persane (1905-1911), la tribu se montre hostile aux réformes. En 1911, sous la direction de Dawûd Khan, elle soutient activement le soulèvement d'Abu’l-Fatḥ Mirzā Sālār-al-Dawla (dit aussi Salar ad Dola) contre le gouvernement constitutionnaliste de Téhéran. En 1912, Dawûd Khan perd la vie au cours d'un combat à Sahnê contre les forces du gouvernement Qadjar,,.

#### Abbas Khan
Après la mort de Dawûd Khan, l'influence de la tribu décline progressivement. Le successeur de Dawûd Khan, Abbas Khan, est emprisonné par Reza Shah Pahlavi. Il est libéré en 1941, après l'abdication de Reza Shah. Il est élu député au parlement iranien, en 1944. En automne 1946, Abbas tente d'apporter son soutien au mouvement des tribus kurdes contre les autorités de Téhéran,. 
Depuis, la majorité de la tribu est entrée dans un processus de sédentarisation accélérée, et perd peu à peu de la cohésion qui avait jusque là fait sa force.

## Religion
La majorité des Kalhors sont musulmans de rite chiite. Toutefois, une importante minorité est adepte du Yârsânisme, dit aussi Al-Haqq.

## Linguistique
Le parler de la tribu, le Kalhorî, est un dialecte particulier du kurde du Sud,.
Le Kalhorî n'est pas seulement parlé par les Kurdes directement rattachés à la tribu des Kalhors, mais aussi par les Kurdes Feyli vivant à Bagdad et par certaines tribus du Kurdistan irakien, comme les Kakayî, les Zengenes, et certaines tribus de Khanaqîn et de Mandali. 

### Littérature
Certains kurdologues notent que, malgré l'importance politique de la tribu au cours de l'histoire, le dialecte des Kalhors n'a pas produit d'œuvre littéraire écrite.
Toutefois, d'autres chercheurs pensent que la langue employée par les poètes Khan Almas Khani Kandoolei (1662-1728), auteur d'un Shahnameh kurdî (Livre des rois kurdes), Mala Parishanî Dinawarî (1395) et Shami Kermanshanî doit être considérée comme du Kalhorî.